# Gare de Buitenpost
La gare de Buitenpost (en néerlandais station Buitenpost) est une gare néerlandaise située à Buitenpost, dans la province de la Frise.

## Situation ferroviaire
La gare est située sur la ligne Harlingen - Nieuweschans, traversant d'ouest en est les provinces néerlandaises de Frise et Groningue.

## Histoire
La gare a été ouverte en 1866, le bâtiment actuel existe depuis 1973 et a été dessiné par l'architecte Cees Douma.

## Service voyageurs
Les trains s'arrêtant à la gare de Buitenpost font partie du service assuré par Arriva reliant Leeuwarden à Groningue.